# Narvik
Narvik es un municipio y una ciudad de Noruega perteneciente a la provincia de Nordland, en el distrito tradicional de Ofoten. Cuenta con una población de 18 853 habitantes según el censo de 2015.
Limita con el municipio de Evenes al noroeste, con los de Bardu y Gratangen al norte, con la provincia de Norbotnia en Suecia al sur y al este, y con el municipio de Ballangen al suroeste. 
Por su elevada latitud, está incluida dentro del círculo polar ártico.

## Historia

### Narvik en la Segunda Guerra Mundial
El puerto de Narvik se consideraba estratégicamente valioso en los primeros años de la Segunda Guerra Mundial, por lo que la población se transformó en un punto importante de la Campaña de Noruega. 
En 1939, la industria bélica alemana dependía del mineral de hierro extraído en Kiruna y en Malmberget, ambos municipios suecos. Durante el verano, no había problemas en embarcar el mineral en el puerto sueco de Luleå, en el golfo de Botnia. En invierno, empero, las aguas del golfo se congelaban y gran parte del mineral debía despacharse por Narvik. Debe tenerse en cuenta que Narvik se encuentra vinculada por tren a Suecia, pero no así al resto del sistema ferroviario noruego. Por lo tanto, Narvik servía como puerta de entrada a las minas de hierro suecas a las que no puede accederse por tierra desde el sur de Noruega. Winston Churchill se dio cuenta de que el control de Narvik por parte de los aliados implicaría la posibilidad de detener las importaciones de hierro alemanas durante el invierno de 1940, lo cual sería muy ventajoso e incluso podría reducir la extensión de la guerra. Churchill propuso la utilización de minas en aguas territoriales noruegas rodeando Narvik, y la posibilidad de la ocupación del asentamiento por parte de las tropas aliadas. Los Aliados esperaban aprovechar la ocupación de Narvik como base de operaciones para hacerse con las minas de hierro suecas, o para el envío de provisiones y refuerzos a Finlandia, que por entonces se hallaba involucrada en la Guerra de Invierno con la Unión Soviética. Los planes para la colocación de campos minados y la ocupación de Narvik suscitaron un fuerte debate en el seno del gobierno británico, ya que ambas opciones implicarían violar la neutralidad y la soberanía noruega.
Finalmente, el 8 de abril de 1940, las fuerzas armadas británicas lanzaron la Operación Wilfred, con el objetivo de sembrar minas en los alrededores de Narvik, en aguas territoriales noruegas. Coincidentemente, Alemania lanzó la invasión de Noruega (operación Weserübung) al día siguiente. Como parte de la operación armada, diez destructores alemanes (cada uno con 200 soldados de infantería) se enviaron a la zona de conflicto. Los viejos buques de guerra noruegos HNoMS Eidsvold y HNoMS Norge intentaron resistir la invasión, pero ambas embarcaciones se hundieron tras una corta y desigual batalla. La Armada Británica envió rápidamente sus naves al frente de batalla, entre las que se encontraba HMS Warspite, y tras las Batallas de Narvik logró hacerse con el control de la costa. Tanto los destructores alemanes que habían encabezado el intento de invasión como otras naves alemanas que se encontraban en la zona fueron destruidas.
Los primeros convoyes de soldados aliados fueron enviados al lugar bajo la responsabilidad del General Mackesy con el objetivo de ocupar Narvik el 12 de abril. El Almirantazgo urgió a Mackesy para que llevara a cabo un asalto desde el mar cuanto antes. No obstante, Mackesy creía que las defensas alemanas localizadas en la costa eran lo suficientemente fuertes como para repeler un desembarco de ese tipo. Ante la opinión del Almirantazgo de que la operación se podría llevar a cabo mediante un bombardeo previo, Mackesy optó por evitar los daños a los noruegos y desembarcar en una zona cercana a la espera de que la nieve se derritiera antes de lanzar su asalto.
Bajo la coordinación del General Carl Gustav Fleischer, tropas noruegas, francesas, polacas y británicas recapturaron Narvik el 28 de mayo de 1940. La batalla se considera la primera victoria de la infantería aliada en la Segunda Guerra Mundial. A pesar de ello, los Aliados en ese momento estaban perdiendo la batalla de Francia, y la evacuación de Dunkirk / Dunkerque se estaba llevando a cabo. Tras la invasión de Francia, Escandinavia se había transformado en un objetivo menos interesante, y las tropas apostadas en Narvik se requerían en otros lugares con urgencia. Por ello, los Aliados se retiraron de Narvik el 8 de junio por medio de la Operación Alfabeto. Ya sin el apoyo de las tropas aliadas, los noruegos se vieron superados en número y tuvieron que deponer las armas. Sin embargo, la capitulación no fue completa, ya que muchos de ellos continuaron luchando desde fuera de Narvik.

## Geografía

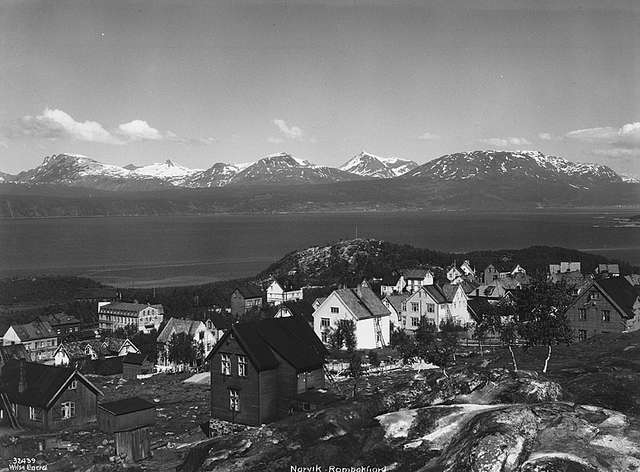
Imagen de Narvik en 1928, con el Rombaksfjorden de fondo.

El municipio de Narvik se ubica en la mitad geográfica del país escandinavo, en la sección de su territorio más estrecha. Hay una distancia aproximada de sólo 25 km entre la costa del  Mar de Noruega y la frontera con Suecia, a la altura de la ciudad de Narvik.
Este factor ha hecho de este municipio un puerto de salida natural para asentamientos del centro-norte de ambos países, y en particular, para las exportaciones de los importantes yacimientos de mineral de hierro de Kiruna y de Malmberget (Suecia), que no pueden utilizar con la misma eficiencia los puertos sobre el golfo de Botnia y el mar Báltico, ruta más distante y en gran parte congelados durante el largo invierno boreal.
La superficie habitable es sumamente limitada (llanuras costeras o Strandflaten), y son aún más escasas las tierras de vocación agrícola. Los Alpes escandinavos (Kjølen) adquieren en este sector cimas algo más bajas y muy erosionadas por efecto de los glaciares. La cordillera presenta en Narvik su línea paralela más cercana al Atlántico Norte, llegando prácticamente de pico a la costa y formando profundos fiordos.
El municipio abarca extensas áreas fuera de lo que es la ciudad en sí misma. Otros asentamientos del municipio son Bjerkvik (con cerca de 1000 habitantes, localizado en la parte superior del Herjangsfjorden), Beisfjord y Skjomen.
La zona oriental del municipio, en las cercanías de la frontera con Suecia, es montañosa y tiene uno de sus puntos más altos en el Storsteinfjellet, con 1894 metros. La zona urbana de Narvik se encuentra en la parte más interna del Ofotfjord, aunque las montañas también se hacen presentes en ella, llegando prácticamente hasta los bordes del fiordo y alcanzando los 1500 m y hasta los 1700 m en Skjomen, desde donde el glaciar Frostisen puede ser observado. Los bosques cubren las zonas de menor altura de las montañas (por debajo de los 500 metros), pero cerca de las cimas, la nieve puede permanecer la mayor parte del verano. Narvik cuenta con buenas pendientes para la práctica de esquí alpino, algunas de las cuales llegan prácticamente hasta el centro de la ciudad.
Localizada 220 km al norte del círculo polar ártico, Narvik es uno de los asentamientos más septentrionales del planeta. No obstante, la corriente del Atlántico Norte le permite tener un clima mucho más benigno que el que se podría esperar de una ciudad a esa latitud. Por otra parte, las montañas que rodean la población la protegen de los fuertes vientos, que son característicos de las zonas costeras de Noruega.

### Clima

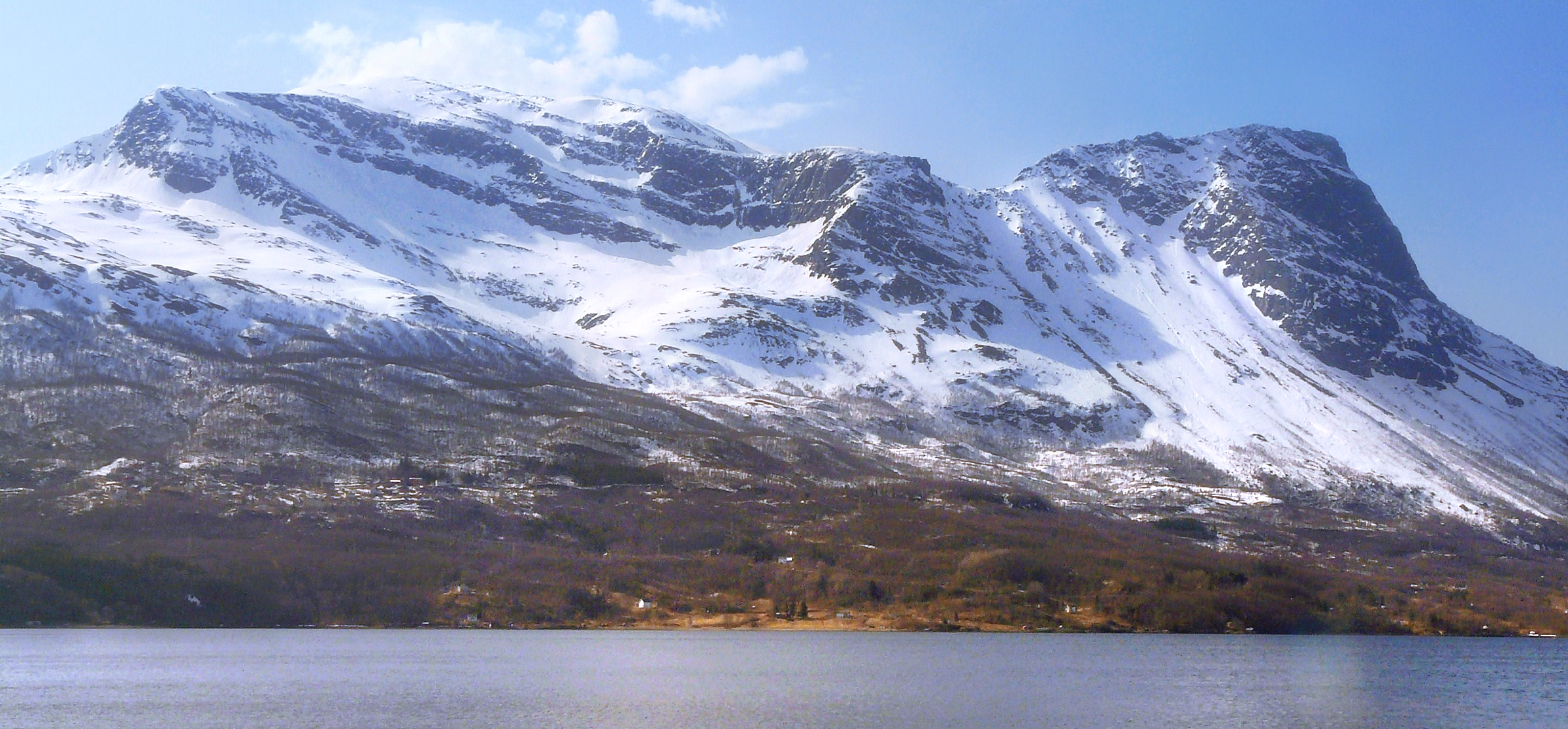
A principios de mayo, todavía hay grandes cantidades de nieve en las montañas, como aquí en Rombaken

Situada a 220 km en el interior del círculo polar ártico, Narvik es una de las ciudades más septentrionales del mundo. Sin embargo, la corriente del Atlántico Norte (extensión de la corriente del Golfo) le da un clima más suave de lo que cabría esperar de una ciudad en este paralelo. Además, las montañas que rodean la ciudad dan cobijo de los fuertes vientos típicos de las zonas costeras. La temperatura media anual es de 3.7 °C a 3,8 °C, con un promedio de −4.5 °C en enero y de 13.4 °C en julio  y el período de crecimiento en las tierras bajas es de aproximadamente 150 días, permitiendo así a habitantes con interés en cultivar un huerto poder hacerlo con variadas plantas importadas.
El verano dura desde principios de junio hasta principios de septiembre, con temperaturas diurnas que van desde 9 °C a 28 °C, pero por lo general van desde 12 °C a 20 °C. Los registros extremos de alta y baja temperatura en julio es de 31,5 grados Celsius (89 °F; 89 °F) (3 de julio de 1972, fuente: eklima / met.no) y 4 grados Celsius (39 °F; 39 °F). Los registros extremos de alta y baja temperatura en enero es de 11 grados Celsius (52 °F; 52 °F) y −20 grados Celsius (−4 °F; −4 °F). El mes más lluvioso es octubre, con 110 milímetros (4,3 plg) precipitaciones, el mes más seco es de mayo a 40 milímetros (1,6 plg), y la precipitación anual es de 830 milímetros (32,7 plg)
La luz varía mucho en Narvik ya que el sol está por debajo del horizonte desde finales de noviembre hasta mediados de enero, cuando solo hay una luz azulada por unas horas cerca del mediodía Las montañas que rodean la ciudad en realidad, amplían este plazo desde principios de noviembre hasta finales de enero. La luz es a menudo intensa en marzo y abril, con largas horas del día, y la cubierta de nieve se derrite en las tierras bajas, pero se queda en las montañas durante varios meses. El "sol de medianoche" está sobre el horizonte del 25 de mayo al 18 de julio y el período con luz continua dura un poco más de tiempo, aproximadamente desde el 10 de mayo hasta finales de julio. También hay un período de transición con el crepúsculo por la noche, por lo que no se ve ninguna estrella durante las noches de los últimos días de abril hasta aproximadamente el 10 de agosto.
| Parámetros climáticos promedio de Narvik                   | Parámetros climáticos promedio de Narvik | Parámetros climáticos promedio de Narvik | Parámetros climáticos promedio de Narvik | Parámetros climáticos promedio de Narvik | Parámetros climáticos promedio de Narvik | Parámetros climáticos promedio de Narvik | Parámetros climáticos promedio de Narvik | Parámetros climáticos promedio de Narvik | Parámetros climáticos promedio de Narvik | Parámetros climáticos promedio de Narvik | Parámetros climáticos promedio de Narvik | Parámetros climáticos promedio de Narvik | Parámetros climáticos promedio de Narvik |
| Mes                                                        | Ene.                                     | Feb.                                     | Mar.                                     | Abr.                                     | May.                                     | Jun.                                     | Jul.                                     | Ago.                                     | Sep.                                     | Oct.                                     | Nov.                                     | Dic.                                     | Anual                                    |
| ---------------------------------------------------------- | ---------------------------------------- | ---------------------------------------- | ---------------------------------------- | ---------------------------------------- | ---------------------------------------- | ---------------------------------------- | ---------------------------------------- | ---------------------------------------- | ---------------------------------------- | ---------------------------------------- | ---------------------------------------- | ---------------------------------------- | ---------------------------------------- |
| Temp. máx. media (°C)                                      | -2                                       | -2                                       | 1                                        | 5                                        | 9                                        | 14                                       | 18                                       | 16                                       | 12                                       | 6                                        | 3                                        | -1                                       | 6.6                                      |
| Temp. media (°C)                                           | -4.1                                     | -3.9                                     | -2                                       | 1.8                                      | 6.9                                      | 10.9                                     | 13.4                                     | 12.5                                     | 8.4                                      | 4.2                                      | -0.2                                     | -2.7                                     | 3.8                                      |
| Temp. mín. media (°C)                                      | -7                                       | -7                                       | -5.0                                     | -2                                       | 3                                        | 7                                        | 11                                       | 10                                       | 6                                        | 2                                        | -2                                       | -5                                       | 0.9                                      |
| Precipitación total (mm)                                   | 69                                       | 64                                       | 49                                       | 44                                       | 40                                       | 53                                       | 74                                       | 82                                       | 92                                       | 110                                      | 75                                       | 78                                       | 830                                      |
| Días de precipitaciones (≥ 1mm)                            | 10.6                                     | 10.2                                     | 8.8                                      | 9.1                                      | 9.2                                      | 12.4                                     | 14.7                                     | 14.0                                     | 15.1                                     | 14.5                                     | 11.1                                     | 12.2                                     | 141.9                                    |
| Fuente: Norwegian Meteorological Institute - eKlima portal |                                          |                                          |                                          |                                          |                                          |                                          |                                          |                                          |                                          |                                          |                                          |                                          |                                          |

### Las estaciones
La temperatura media se mantiene por debajo del punto de congelación desde mediados de noviembre hasta principios de abril, pudiendo haber heladas en cualquier momento del invierno. Entre principios de mayo y mediados de octubre, las temperaturas medias diarias suelen mantenerse por encima de los 5 °C. La temporada estival, que se extiende entre principios de junio y de septiembre, se caracteriza por temperaturas que oscilan entre los 10 °C y los 26 °C, pudiendo alcanzarse excepcionalmente los 31 °C. El mes más lluvioso es octubre, con 110 mm de precipitaciones en promedio, mientras que el más seco es mayo con 40 mm. La precipitación media anual alcanza los 830 mm.
La luminosidad varía mucho en Narvik; el sol se encuentra permanentemente por debajo de la línea del horizonte entre fines de noviembre y mediados de enero. En esos meses, solo hay una claridad azulada cerca del mediodía. De hecho, las montañas que rodean la ciudad extienden este período entre principios de noviembre y fines de enero. La luminosidad es intensa en los meses de marzo y abril, con días de varias horas de sol a lo que se suma la nieve, que se derrite en las zonas bajas en abril pero puede permanecer en las montañas durante varios meses. El "sol de medianoche" puede observarse entre 25 de mayo y el 18 de julio, aunque el período con luminosidad durante todo el día se extiende un poco más: desde cerca del 10 de mayo hasta finales del mes de julio.

## Economía y comunicaciones

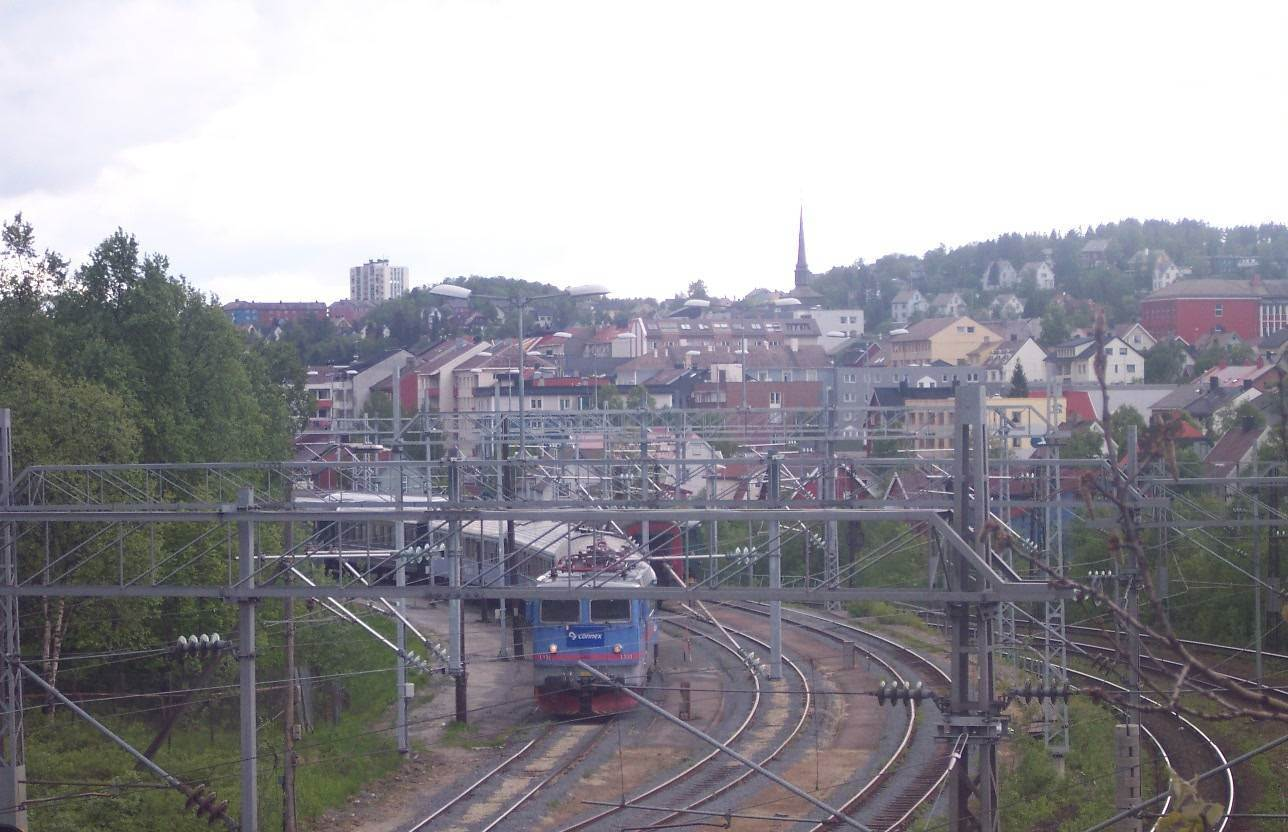
El ferrocarril en Narvik.

Narvik se fundó en 1887 en la búsqueda de un puerto que no sufriera congelamientos en todo el año, para ser usado por las minas de hierro de Kiruna/Gällivare. El asentamiento fue llamado Victoriahavn (Puerto Victoria) hasta 1898, cuando el nombre se cambió por el actual.
La línea ferroviaria que comunica Narvik con Kiruna (Suecia) se denomina Ofotbanen, y atraviesa la cadena montañosa que divide a las dos naciones. No hay línea ferroviaria alguna en dirección sur hacia Bodø, que se encuentra en el extremo norte del resto del sistema ferroviario noruego. La autopista E6 atraviesa el municipio mediante tres puentes: el de Skjomen, el de Beisfjord, y el de Rombak. Narvik cuenta con dos aeropuertos: el Aeropuerto de Narvik, localizado a pocos minutos del centro de la ciudad y con una pista corta, es utilizado por aeronaves menores. El Aeropuerto de Harstad/Narvik se encuentra a 80 km, en el municipio de Evenes.
Las actividades relacionadas con el ferrocarril y las grandes instalaciones portuarias de Narvik aún revisten gran importancia. El tráfico de mercadería desde y hacia el norte de Noruega se suele realizar vía Narvik, que se encuentra en la zona neurálgica de esta región. Incluso hay planes para utilizar el puerto de Narvik para embarcar productos asiáticos destinados a la costa este de Norteamérica, puesto que la red ferroviaria se encuentra mucho más congestionada un poco más al sur de Europa. Se estima que los primeros embarques se realizarán en 2006.
Narvik es también un importante centro comercial para algunos de los municipios cercanos. La Universidad de Narvik cuenta con cerca de 1200 alumnos. La ciudad también es sede de algunas empresas de tecnología, como por ejemplo Natech.

## Turismo y recreación
Narvik cuenta con importantes escenarios e infraestructura para la práctica de deportes al aire libre. De hecho, es una de las localidades más importantes del norte de Noruega en lo referido a la práctica de esquí alpino, contando con medios de elevación para esta actividad. Existe un teleférico hasta Fagernesfjellet, desde donde se tiene una vista panorámica del lugar, y la posibilidad de seguir caminando más arriba por las montañas. El excursionismo por la montaña es muy popular entre los habitantes de la región, por lo que el área montañosa cercana a la frontera con Suecia cuenta con buena infraestructura para albergar a los que practican esta actividad.
Las actividades relacionadas con el buceo también atraen a muchos visitantes a Narvik, ya que existen varios restos de naufragios cerca del puerto, así como también dispersos en el fiordo. La pesca en el fiordo, lagos o arroyos constituye también una actividad recreativa de importancia en la zona. Existen ríos con salmones en Skjomen, Beisfjord y Bjerkvik. El campo de golf de 18 hoyos localizado en Skjomen cuenta con vistas panorámicas del paisaje que lo rodea, y es uno de los campos que está más al norte de la Tierra. 

## Ciudades hermanas
Narvik está hermanada con las siguientes localidades:
- Kikinda (Serbia)
- Kiruna (Suecia)
- Rovaniemi (Finlandia)
- Nowy Sącz (Polonia)[7]
- Kingisepp (Rusia)